# Uvarovium desertum
Uvarovium desertum är en insektsart som beskrevs av Vitaly Michailovitsh Dirsh 1927. Uvarovium desertum ingår i släktet Uvarovium och familjen gräshoppor. Inga underarter finns listade i Catalogue of Life.